# Oberonia benguetensis
Oberonia benguetensis är en orkidéart som beskrevs av Oakes Ames. Oberonia benguetensis ingår i släktet Oberonia och familjen orkidéer. Inga underarter finns listade i Catalogue of Life.